# Микельсен, Кристиан
Петер Кристиан Херслеб Кьерков Микельсен (Peter Christian Hersleb Kjerschow Michelsen; 15 марта 1857 года, Берген — 29 июня 1925 года, Фана) — норвежский магнат судоходства и государственный деятель праволиберального толка. Он был первым премьер-министром независимой Норвегии с 1905 по 1907 год. Микельсен наиболее известен своей ролью в расторжении унии между Норвегией и Швецией в 1905 году, он был одним из самых влиятельных политиков в Норвегии своего времени.

## Биография

### Ранняя жизнь
Родился в Бергене, был назван в честь своего деда, епископа Педера Кристиана Херслеба Керсю.

### Карьера
Кристиан Микельсен был адвокатом и судовладельцем. В 1879—1884 годах занимался адвокатской практикой в Бергене, затем основал судовладельческую фирму. В 1892—1898 годах был мэром Бергена. В эти годы он приобрёл усадьбу Гамлехауген, где построил загородную резиденцию в виде баронского замка (в настоящее время замок является официальной резиденцией норвежской королевской семьи во время посещения Бергена).
Он стал членом парламента Норвегии (Стортинга) в 1891 году, представляя Либеральную партию («Венстрё»); председательствовал в конституционном комитете стортинга. Принадлежал к правому крылу партии, одной из его главных целей было создание коалиции партий из Консервативной партии («Хёйре») и Либеральной партии, которую он назвал Коалиционной партией. Он стал членом второго правительства Георга Фрэнсиса Хагерупа и был одним из самых сильных сторонников более жёсткой политики в отношении союза между Швецией и Норвегией.
На пике своей карьеры Микельсен занимал множество постов: был государственным советником с октября 1903 по март 1905 года, членом отделения Норвежского государственного совета в Стокгольме, министром финансов в 1904 году, премьер-министром с марта 1905 по октябрь 1907 года, министром юстиции до 1905 года, президентом Государственного совета в 1905 году, министром финансов в 1905 году, министром обороны с 1907 года.

### Премьер-министр. Расторжение унии

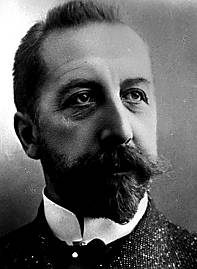

В марте 1905 года, Микельсен заменил Фрэнсиса Хагерупа на пост премьер-министра и сразу же стал лидером движения за распад шведско-норвежской унии.
Формальным основанием для расторжения стал отказ короля Швеции Оскара II принять норвежские консульские законы, что привело к глубоким разногласиям и правительственному кризису в Норвегии. Шведское правительство уже несколько лет настаивало, что законы об иностранных делах должны были быть частью союзного договора, и, таким образом, консульские законы не могут быть приняты стортингом без согласия шведского риксдага (парламента). Шведы были готовы согласиться с норвежским стремлением к независимости в консульских вопросах, но они требовали, что Норвегия приняла требование, по которому уния действовала бы в течение 90 лет, при этом министр иностранных дел будет шведом. Это, по мнению норвежцев, являлось бы признанием того, что Швеция имеет превосходство в унии. Хотя это превосходство существовало в реальности, норвежцы не хотели, чтобы закрепление неравных отношений произошло на формальной, правовой основе.
23 мая 1905 года Стортинг единогласно проголосовал за создание норвежского консульского органа. Однако 27 мая 1905 года король Оскар отказался подписать законопроект, и в ответ норвежский кабинет министров ушёл в отставку в полном составе. Король не принял никаких дальнейших действий, вероятно, понимая, что распад унии был неизбежен, и шведские политики ничего не сделали, вероятно, полагая, что это было ещё одно норвежское политическое отступление. 7 июня норвежский стортинг заявил, что, поскольку король не смог сформировать новое правительство в Норвегии после отставки Микельсена, он потерял способность управлять страной и, следовательно, перестал быть королём Норвегии. Это стратегический шаг дал некоторую правовую базу для расторжения унии.

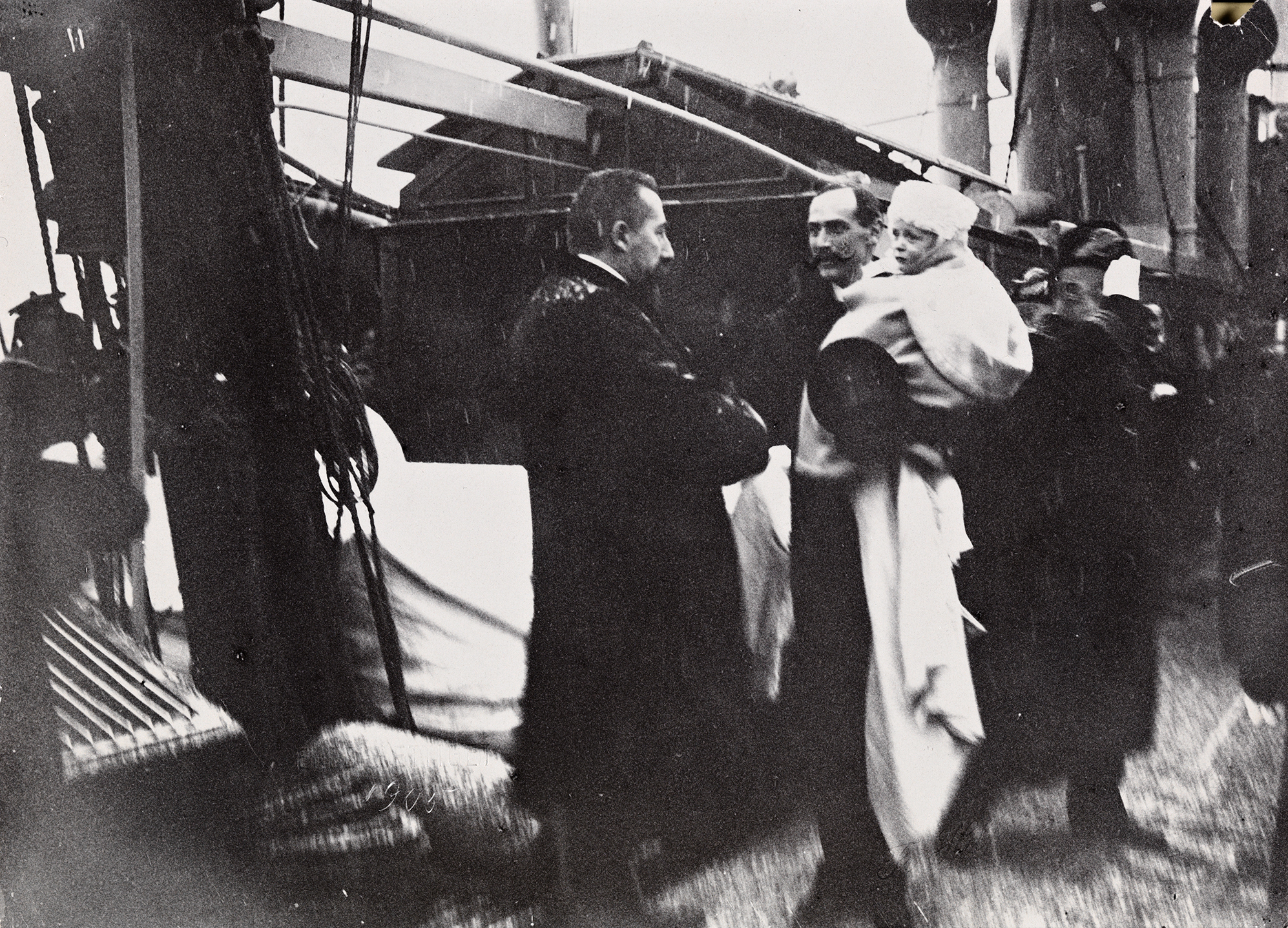
Премьер-министр Кристиан Микельсен приветствует назначенного короля Норвегии Хокона VII и принца Улафа V на норвежском военном корабле «Heimdal» 25 ноября 1905 года.

Микельсен видел, что норвежский народ под влиянием событий последних нескольких месяцев почти единодушно поддерживает независимость страны. Поддержка сохранения унии в ходе референдума, состоявшегося 13 августа 1905 года, выразилась лишь в 184 голосах, то есть всего 0,05 % от общего числа голосов. За расторжение унии проголосовало 368 208 человек, ещё 3 519 бланков были признаны испорченными. В референдуме участвовали только мужчины. Через две недели по итогам самодеятельного голосования среди женщин было собрано 244 765 подписей за расторжение унии.
Микельсен, хотя и верил в демократическую республику в Норвегии, признал, что демократическая монархия будет иметь больше шансов на признание за рубежом и среди большинства норвежцев. На проведённом референдуме 79 процентов норвежцев высказались за то, чтобы сохранить монархию. Принц Карл Датский стал новым королём, Хоконом VII. После трех дней пути от Дании 25 ноября 1905 года новый монарх прибыл в Кристианию (Осло), где его с семьёй торжественно встретил Кристиан Микельсен. Он же внёс в стортинг предложение установить цивильный лист норвежского короля в 700 000 крон на всё время его царствования (до сих пор цивильный лист устанавливался на год). Крайняя левая фракция парламента (Норвежская рабочая партия) протестовала как против удвоения размеров цивильного листа, так и против фиксации его на долгий срок, однако обе меры были приняты большинством 100 голосов против

### В независимой Норвегии

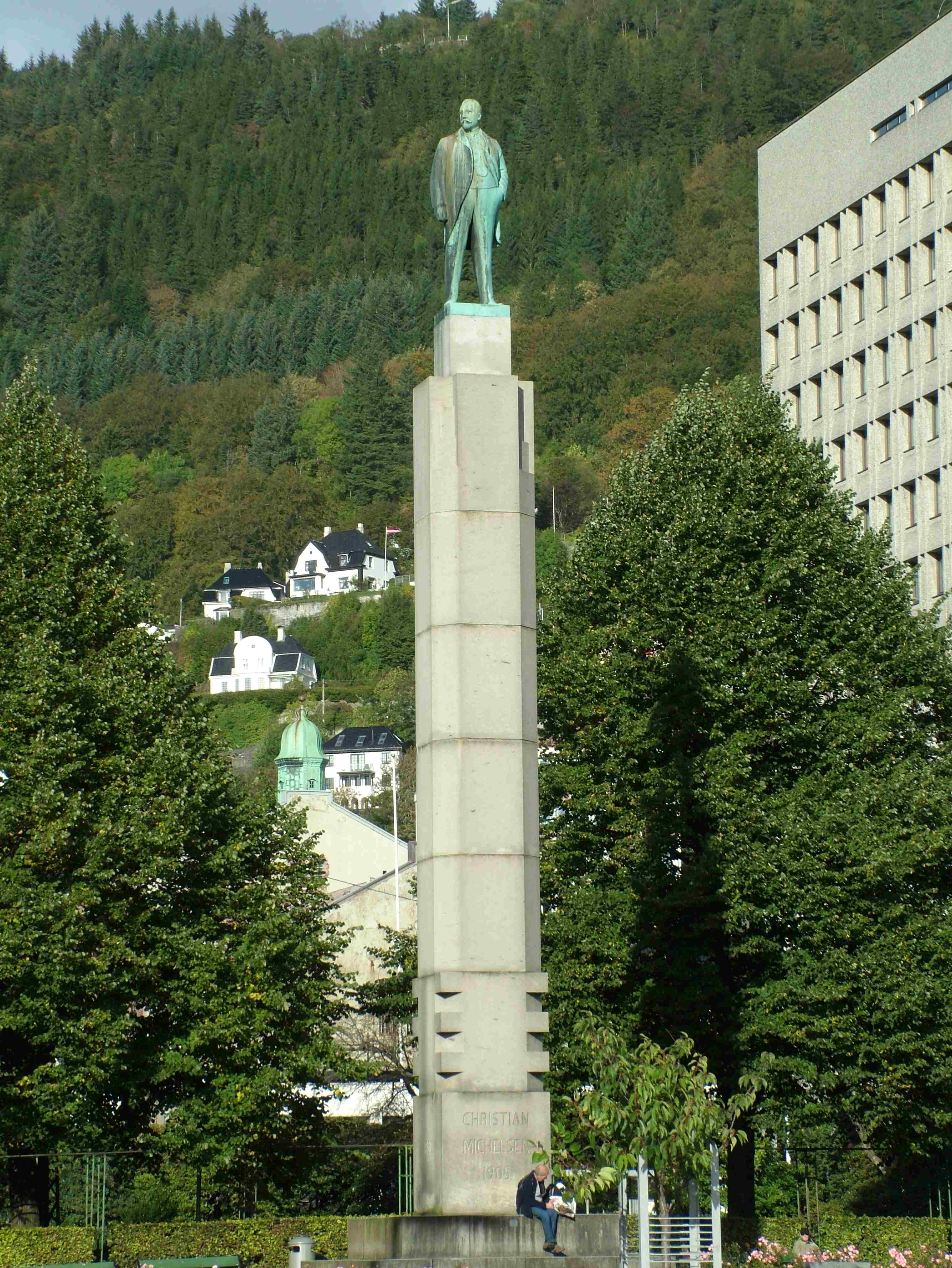
Памятник Микельсену в Бергене

В октябре 1907 года Микельсен устал от политической борьбы, подал в отставку с поста премьер-министра, его преемником стал министр иностранных дел Йорген Лёвланд. Лёвланд не был намерен поддерживать Коалиционную партию, и в 1908 году она распалась. Сам Микельсен вместе с Абрахамом Берге участвовал в основании Свободомыслящей либеральной партии («Партии свободомыслящих венстре», Frisinnede Venstre). Партия придерживалась праволиберальной ориентации, находясь в оппозиции к Либеральной партии и в союзе с Консервативной партией; после победы их коалиции на выборах Микельсен рассматривался в качестве одного из кандидатов на пост премьер-министра.
Ушёл из национальной политики после отставки кабинета министров Воллерта Конова в 1912 году, хотя к нему ещё один раз обращались с предложением возглавить правительство — после поражения либералов на выборах 1918 года и отставки Гуннара Кнудсена; впрочем, вызванный в Кристианию Микельсен в тот же день вернулся в Берген, поскольку не нашёл поддержки для формирования правительства большинства.
Кроме того, в 1910 году Микельсен организовал Союз норвежских судовладельцев.
В начале 1925 года выступил (вместе с крупным предпринимателем Йоакимом Лёмкюлем и путешественником Фритьофом Нансеном) соучредителем правой антикоммунистической организации «Лига отечества» («Патриотическая ассоциация», Fedrelandslaget), выступавшей против растущего влияния рабочего и социалистического движения.
Помимо своей политической деятельности, Микельсен был известен как покровитель искусств и культуры: так, с 1881 года и до своей смерти он был председателем правления крупнейшего бергенского театра «Den Nationale Scene». После его смерти был создан институт имени Кристиана Микельсена (Chr. Michelsens Institutt).